# Теорія відносності

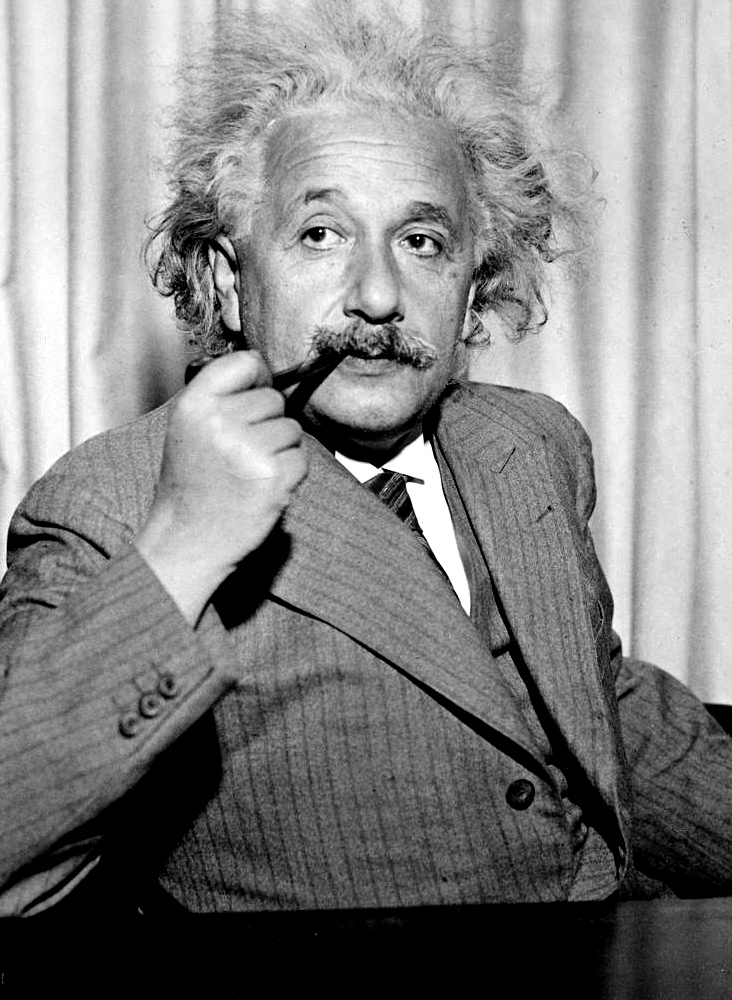
Альберт Ейнштейн

Теорія відносності Альберта Ейнштейна — комплекс з двох фізичних теорій: спеціальної теорії відносності (СТВ) та загальної теорії відносності (ЗТВ), відомої також як теорія гравітації Ейнштейна.

## Історія
Наприкінці 19-го століття фізика зіткнулася з важкою і принциповою проблемою: неможливістю експериментального визначення швидкості руху Землі відносно ефіру, а, отже, неможливістю експериментального підтвердження гіпотези існування ефіру, на якій ґрунтувалася електродинаміка. Основні рівняння електродинаміки, побудовані на основі припущення, що електромагнітні хвилі розповсюджуються в певній невагомій речовині, здавалося, мали сенс лише в системі відліку, жорстко зв'язаній з цією речовиною.
Основні рівняння електродинаміки не є інваріантними відносно перетворень Галілея. Тобто, при переході від одної інерційної системи відліку за законом
{\displaystyle x'=x+vt\,},
де v — швидкість руху штрихованої системи відліку відносно нештрихованої, загальний вигляд основних рівнянь електродинаміки змінюється. Ця обставина не викликала занепокоєння доти, доки вважалося, що основні рівняння електродинаміки справедливі тільки для одної системи відліку, в якій ефір непорушний.
Досліди Майкельсона (1887) засвідчили, що ефіру, мабуть, не існує. Згодом були відкриті перетворення, відносно яких система основних рівнянь електродинаміки є інваріантною. Ці перетворення отримали назву перетворень Лоренца.

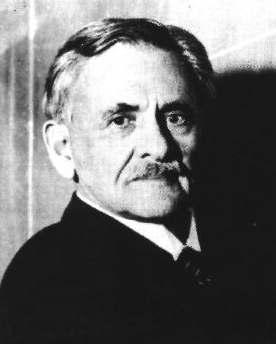
Альберт Майкельсон

В 1905 році Альберт Ейнштейн сміливо постулював справедливість рівнянь електродинаміки в будь-якій інерційній системі відліку. Отож фундаментальна стала — швидкість світла — однакова для будь-якої інерційної системи відліку, а от довжина і час змінюються при переході від однієї системи до іншої за законом, який задають перетворення Лоренца. Відповідно, будь-який закон фізики повинен бути лоренц-інваріантним, включно із законами Ньютона, які повинні бути записані з врахуванням зміни в поняттях довжини і часу. При малих швидкостях ці зміни дуже незначні і починають проявлятися лише при швидкостях, близьких до швидкості світла.
В 1916 році Ейнштейн опублікував узагальнення теорії відносності на неінерційні системи відліку, водночас будуючи теорію гравітації.

## Спеціальна теорія відносності
Стаття Ейнштейна «До електродинаміки тіл, що рухаються» (1905) окреслила засади спеціальної теорії відносності, основні постулати якої:
- В усіх інерційних системах відліку фізичні процеси відбуваються однаково.
- Швидкість світла у вакуумі не залежить від руху джерела або приймача і однакова в усіх напрямах.

Наслідком спеціальної теорії відносності є принцип причинності. Будь-яка інформація не може передаватися зі швидкістю, що перевищувала б швидкість світла у вакуумі, інакше завжди знайшлася б система відліку, в якій наслідок передував би причині.
Оскільки фізичні тіла не можуть рухатися зі швидкістю, більшою за швидкість світла, при наближенні до швидкості світла енергія будь-якого масивного тіла необмежено зростає.
Спеціальна теорія відносності базується на перетвореннях Лоренца, вимагаючи, щоб будь-яка фізична теорія була інваріантною щодо цих перетворень.
Герман Мінковський 1907 року представив математичну модель кінематики СТВ, в якій перетворення Лоренца випливають з геометрії чотиривимірного псевдоевклідового простору. У просторі Мінковського лоренцеві перетворення є перетвореннями поворотів координатних осей.
Спеціальна теорія відносності може використовуватись для тіл, що рухаються з будь-якою швидкістю, у тому числі близькою до швидкості світла, за умови відсутності сильних гравітаційних полів.

## Загальна теорія відносності
Теорія гравітації була опублікована Ейнштейном 1916 року. Вона запропонувала рівняння, які узагальнюють принципи спеціальної теорії відносності на неінерційні системи відліку й закон всесвітнього тяжіння Ньютона.
В основі теорії принцип еквівалентності, який стверджує, що не існує фізичного експерименту, який би міг відрізнити дію однорідного гравітаційного поля на спостерігача від його рівноприскореного руху.
Теорія використовує для побудови математичної моделі гравітації апарат диференціальної геометрії і тензорного числення. Гравітація розглядається як наслідок викривлення простору-часу в присутності матерії.
Загальна теорія відносності може використовуватися для опису тіл, що рухаються як завгодно швидко і в як завгодно сильних гравітаційних полях, якщо при цьому можна знехтувати квантовими ефектами.